# 布萊恩 (緬因州)
布萊恩（英語：Blaine）是一個位於美國緬因州阿魯斯圖克縣的市鎮。

## 人口
根據2020年美國人口普查的數據，布萊恩的面積為48.30平方千米，當中陸地面積為48.17平方千米，而水域面積為0.13平方千米。當地共有人口667人，而人口密度為每平方千米14人。